# مذكرات فتاة مطيعة (رواية)

مذكرات فتاة مطيعة (سيمون دي بوفوار) 1958

مذكرات فتاة مطيعة (بالفرنسية: Mémoires d'une jeune fille rangée) الكتاب الأول والأكثر شهرة مؤلف من أربعة مجلدات للكاتبة الفرنسية سيمون دي بوفوار. هي رواية تجمع بين الرواية والسيرة الذاتية صدرت عام 1958  وتعرض سردا لحياة الأديبة العالمية سيمون دي بوفوار، منذ طفولتها وما مرت به من تحولات وتغيرات حتى بلغت مرحلة المراهقة. تلك الفترة التي شكلت فكرها وشخصيتها ومدى تأثرها بالحياة الفرنسية والطابع الباريسي، وصراع الفرد من أجل حريته الشخصية وقراره المستقل عن رغبات المجتمع التقليدية.

## مقتطفات من الرواية
كتبت سيمون دي بوفوار: «ولدت في الساعة الرابعة من فجر اليوم التاسع من شهر كانون الثاني في غرفة ذات أثاث أبيض اللون تشرف على جادة فراسباي. ويرى من ينظر صور الأسرة التي أخذت في الصيف التالي سيدات صبيات يلبسن أثواباً طويلة وقبعات مزدانة بريش النعام، ورجالاً يبتسمون لطفل، إنهم أبي وأمي وجداي وأعمامي وعماتي وأنا... كان عمري عامين ونصفاً حين ولد أخي، ويبدو إني كنت غيورة، ولكن لفترة من الزمن وقد كنت على ما أذكر فخورة بأني البنت الكبرى... لقد كانت تجربتي البشرية قصيرة، ولم أكن أدرك منها كل شيء بسبب ضعف الإنارة أو سبب شرود الكلمات. كنت أعجب بوحدة السنديانة الرائعة وعزلتها وهي التي تشرف على الحديقة كلها، وكنت أحزن لعزلة أطراف العشب... في البراري الجامدة، منذ الصباح وحتى الليل حياة متجددة أبداً... كنت أحس هناك وجود الله حولي أكثر مما كنت أحسه في باريس... إن اللاأخلاقية لم تكن فقط تحدياً للمجتمع وإنما كانت تتيح أيضاً بلوغ لله، لقد كان المؤمنون والملحدون يستعملون هذا الأسم الذي كان يعني في نظر الأولين حضوراً لا يمكن إدراكه، وفي نظر الآخرين غياباً مدوخاً: ولم يكن في ذلك أي فرق، ولم أجد مشقة في أن أخلط بين» جيد«و» كلوديل«، فان الله لديهما كليهما كان يحدد بالنسبة للعالم البورجوازي على أنه» الآخر«، وكل ما كان آخر كان يكشف عن شيء ما إلهي. فليس هناك من مسافة كبيرة بين تضحية تفوق قدرة البشر وبين جريمة مجانية. المهم هو أن ينتزع المرء نفسه من الأرض، إذ ذاك يلمس الخالد السرمدي».
تكتب دي بوفوار عن بطلة قصتها وهي تتحدث عن أسرتها وأقاربها:
«كان جاك يكره العمل ودراسة الحقوق، ويحب الرسم والنقش على الخشب، ولكنه لم يكن يفكر بأن يتخذ من ذلك مهنة له... كان أبي يقول:» إذا تدخل في إدارة المصنع فسيخرب البيت«، أما أنا فكنت أرى إنه يبحث عن قدره... ولقد رأيت جاك تجسيداً مرهفاً للقلق والحيرة، وكنت غالباً ما أقصد بيتهم للعشاء عندهم مع أسرتي... وكنت قد عقدت مع جاك بعض الأحاديث الخاصة التي تأكّدت فيها مشاركتنا الروحية، ولم يكن أهلي ينظرون اليها نظرة سيئة، وكانت لهم تجاه جاك عواطف ملتبسة: فقد كانوا يعتبون عليه أن يتقطع عن المجيء إلى البيت، وأن يهتم بي أكثر مما يهتم بهم».
تكتب دي بوفوار عن مرحلة نضج عاطفي أكثر فتقول:
«إنني لن ألقى حرارة منزل وأسرة، وسوف أقضي أيامي في غرفة بالضاحية لا أغادرها إلا لإلقاء دروسي، وأية قسوة ستكون! بل انني كففت عن إن أرجو أن اعرف مع أي كائن بشري أي تفاهم حقيقي. لم يكن في أصدقائي من كان يتقبلني بلا تحفّظ: لا زازا التي كانت تصلي من أجلي، ولا جاك الذي كان يجدني تجريدية أكثر مما ينبغي، ولا براديل الذي كان ينعى علي حماسي وآرائي العاطفية. وأن ما كان ينفرهم مني هو ما كان عندي من عناد: رفضي لهذه الحياة العادية التي كانوا يقرونها بصورة أو بأخرى، وجهودي اللامنظمة للخر وج منها. وحاولت أن ألتمس السبب لذلك:» إنني لست كالآخرين«على أني لم أقتنع، فإذا انفصلت عن الآخرين انقطع ما بيني وبين العالم من صلة، وأصبح العالم مشهداً لا يعنيني. لقد زهدت، على التوالي، بالمجد والسعادة، وبخدمة الناس، وهأنذا الآن لا أهتم حتى بأن أعيش... أني لم أعد أتمنى أن أكتب، فقد عادت لا عبثية كل شيء تأخذ بخناقي... واخترعت لنفسي أملاً، ففي لحظات الانفصال الكامل الذي يبدو فيه الكون وقد تقلص إلى لعبة أوهام، وانهدمت فيه» الأنا«، كان هناك شيء ما يبقى قائماً: شيء غير قابل للانهدام، شيء خالد. ولقد بدا لي أن لا مبالاتى كانت تكشف عن حضور لم يكن من المستحيل الاندماج فيه. ولم أكن أفكر بإله المسيحين، غير إني كنت متأثرة بالآنسة لامبير وببراديل اللذين كانا يؤكدان إمكانية بلوغ الكائن. ولقد قرأت أفلاطون ودرات عن علم النفس الصوفي، فجعلت أتساءل عما إذا كانت بعض التجارب قادرة، خارج حدود العقل، على أن تمنحي المطلق، وصرّحت بقولي: أود أن ألمس الله أو أصبح الله، واستسلمت طوال العام إلى هذا الذهول».
تنتهي بطلة القصة إلى وضع خاص كتبت عنه دي بوفوار:
"أتناول العشاء وحدي في مطعم أشنجر الشعبي جداً حيث تزدحم المرافق. انني لست مسجونة في أي فريق، ولا يأتي أي سبب بليد ليمنعني فجأة من أن أعمل شيئا يهمني، وليس هناك شيء مستحيل أو غير مقبول، واني أتقبل بدهشة وإعجاب وثقة جميع ما يحمله لي كل يوم جديد من أمور غير منتظرة. وفي البدء كانت تشغلني هموم شكلية فأسأل الناس "ما الذي يعمل«و» ما الذي لا يعمل"، وقد ابتسم الناس وأجابوني: "إن كل إنسان يعمل ما يروقه" فاستفدت من هذا الدرس وهأنذا الآن أردأ من طالبة بولونية، فأنا أخرج وحدي في كل ساعة من ساعات النهار أو الليل، وأذهب إلى الحفلات الموسيقية مع هانس ميللر، وأتنزه معه حتى الساعة الواحدة صباحاً، ويبدو أنه يجد هذا أمراً طبيعياً جداً حتى انني أخجل أحياناً من أن أشعر بالدهشة بسبب هذا.
وتغيرت أفكارها كذلك فذابت "شوفينيتها"، وأن أكثر ما يدهشني هنا الدعوة إلى السلام، بل نزعة جميع الألمان إلى إدعاء الصداقة الفرنسية... هذا الصخب كله لا يوحى لي بأية رغبة في العودة إلى البيت، فقد بدأت أفقد عادة هذا كله. أنا هنا أعيش حقاً حياة حلوة هامة... أن الرعب يأخذني إذ أتصور اني أستعيد حياتي الي كنت أعيشها منذ ثلاثة أشهر. لقد غدوت لا أطيق الطابعية التي يعيش عليها معظم أفراد وسطنا".
«كنت واحدة من الأخريات غير واثقة من قدراتها الحقيقية، بيد إن همتي لم تثبط، صحيح أن المستقبل بدا لي فجأة أشق مما كنت أتصور، ولكنه كان كذلك أوفر واقعية وأكثر ضماناً».

## نقد وتعليقات
كتبت مجلة «تايم»: «تحمل المذكرات، المكتوبة بلطف، جاذبية مميزة في تسجيل آلام الولادة العاطفية والفكرية لامرأة رائعة».
كتب موقع هاربر كولينز للنشر: «سيرة ذاتية رائعة لواحدة من أعظم الشخصيات الأدبية في القرن. . العشرين. صورة حميمة للنشأة في أسرة فرنسية برجوازية، وتمرد كمراهقة على التوقعات التقليدية لفئتها، وملفتة للنظر بمفردها بطموح فكري ووجودي نادر للغاية لدى امرأة شابة في عشرينيات القرن الماضي، تستحضر بوفوار بشكل واضح صداقاتها واهتماماتها العاطفية والموجهين والأيام الأولى لأهم علاقة في حياتها مع زميلها الطالب جان بول سارتر، على خلفية زمن سياسي مضطرب».
كتب جون بارهام في صحيفة توكسون ديلي سيتيزن في 6 يونيو 1959: "بصفتها امرأة ومثقفة، فإن سيمون دي بوفوار فريدة من نوعها إلى حد كبير. لقد لعب الرجال دورًا في حياتها، ولكن في الغالب على مستوى فكري. الحقيقة هي أن سيمون دي بوفوار كان لديها عقل أعلى من عقل جميع الرجال الذين تعرفهم باستثناء واحد. كان من المقرر أن يلعب جان بول سارتر دورًا مهمًا في حياتها. لقد جعلتها صفاتها الذهنية الهائلة وفضولها الفكري النهم مشكلة بالنسبة لعائلتها البرجوازية البحتة. في هذا المجلد الافتتاحي من سيرتها الذاتية - كتاب جاد وكاشفي وحيوي للغاية - تصف بالتفصيل سنوات نشأتها في أسرة كانت تفضل صبيًا. كان والداها من الباريسيين الميسورين بشكل معقول، الذين حاولوا تربيتها كإبنة مطيعة وكاثوليكية مطيعة. كانت سيمون ملزمة في البداية لكن ذكاءها جعل من المستحيل عليها الامتثال في الحالة الثانية.
كتب موقع كيركس: «على الرغم من أنها مرت بالعديد من المراحل التي مرت بها كل فتاة حساسة وذكية، إلا أن معظمها يبدو جديدًا بسبب حيويتها وفضولها الفكري. تتجلى يد الروائية بشكل أكثر وضوحًا في تحريرها الذاتي، على الرغم من الكتابة عن نفسها بتفصيل كبير، لم يتم تقديم أي حوادث أو أشخاص لمصلحتهم فقط ولكن دائمًا كوسيلة لتعزيز الكتاب ككل. إنها قصة محفزة عن ولادة وجودي وبلوغ امرأة شابة غير عادية. ينصح به بشده».
كتب أحمد إبراهيم الشريف في صحيفة اليوم السابع في 18 يناير 2020: «لقد توقعت لما أعرفه من سيرتها الذاتية أن أراها معترضة بشكل قاطع وحاد لفكرة الزواج، لأجدها في نواح معينة مستعدة للتنازل عن جزء من قناعاتها وطموحاتها في سبيل البقاء مع جاك. كانت تبحث عن هويتها الأنثوية من خلال الحب، ومن خلال الشعور بأنها جميلة ومرغوبة. حاولت جاهدة أن تنسق بين عمقها الفكري وشكلها الخارجى ... لم تكن إنسانة مضطربة، حاقدة أو حاسدة، رغم نفور والديها منها لفترة من الزمن وكذلك والدة أعز صديقاتها» زازا«الشهيرة ماريبل. كانت متصالحة مع نفسها ومع الآخرين، والأمر يعود لنضجها الفكري والعقلي الذي لا يتأثر بالمظاهر وإنما يراقب العمق، عمق الأشياء والأشخاص ... وكأنّ» زازا«هي الشخصية الرديفة لوجودها. الشخصية الإيمانية الراضخة المتقبلة للقواعد والقوانين دون الرغبة بالانقضاض عليها ومخالفتها. وكأنها بداخلها كانت تتخبط بين الإيمان واللاإيمان (لا أريد أن أقول عنه إلحاد لأنني لم أجد أي دليل على إلحادها في كل ما قرأته في هذه المذكرات) كل ما بدا هو رفض، رفض لقوانين صارمة تمنع الإنسان من الحب ومن حرية الاختيار».

## وصلات خارجية
https://www.almrsal.com/post/519782 مذكرات فتاة مطيعة (رواية)
https://www.babelio.com/livres/Beauvoir-Memoires-dune-jeune-fille-rangee/1364335 مذكرات فتاة مطيعة (رواية)
https://www.amazon.com/Memoirs-Dutiful-Daughter-Perennial-Classics/dp/0060825197 مذكرات فتاة مطيعة (رواية)
https://www.gallimard.fr/Catalogue/GALLIMARD/Folio/Folio/Memoires-d-une-jeune-fille-rangee مذكرات فتاة مطيعة (رواية)